# 日本炭鉱労働組合
日本炭鉱労働組合（にほんたんこうろうどうくみあい）は、かつて存在した日本の労働組合。石炭産出に従事する石炭鉱業労働者を組合員とする産業別労働組合であった。略称は炭労（たんろう）。1950年に設立され、ピーク時には33万人の組合員を抱えていたが、炭鉱の閉山が相次いだことにより2004年に解散した。
なお、同労組の結成に到る前史として、19世紀末の明治期から第二次世界大戦前後までの日本における石炭労働の歴史についても概説する。

## 沿革

### 前史
19世紀末、日本の産業革命は第2期となる重工業化の時期に入り、それに伴い石炭需要は激増した。北海道や九州を中心とした各地の炭田では、それぞれの財閥の中核事業となった三井（三井鉱山）・三菱（三菱合資会社→三菱鉱業）などの財閥系の大規模なものから、主に独立系企業が運営する零細なものまで、数多くの炭鉱（炭坑）が開発されたがその労働条件は厳しく、1892年（明治25年）には炭鉱開坑直後の夕張において北海道内初の労働争議が発生した。大正時代中期となる1921年（大正10年）時点で、採炭夫には常一番制（12時間または10時間、昼夜2交替制 (12時間または10時間)、3交代8時間制（三池、相知、夕張、入山等のみ）があった。ただしそのうち4時間は移動時間や食事や函待ちや休憩時間であり、実働時間は平均6時間前後とされた。
褌のみで何の安全装備もない男性労働者（炭坑夫）に加え、ほぼそれに近い半裸体で坑内労働を行う女性（多くは労働者一家の妻とされる）もおり、炭鉱事故による犠牲者が後を絶たなかった。そのため共済組織が生まれていた。労働条件の改善を求める声は強く、1919年から1920年頃に鉱業界が黄金時代を迎えて就職労働市場が売り手市場になると、各鉱山に協調機関が設立され、女子の坑内就労禁止（多くは選炭婦としての坑外作業所労働へ配置転換）など労働条件の改善が図られた。その後、世界恐慌が起きて騒動事件が起こると、労働者の素行調査が強化されブラックリストの共有を行い、過激な労働組合に所属する労働者は締め出されることとなった。
また、第二次世界大戦が激化し、炭坑夫が軍隊からの召集を受けると、その労働力の穴埋めとして、当時は日本の植民地（日本統治時代の朝鮮）だった朝鮮半島や、満州国の建国などで日本の勢力範囲が広がっていた中華民国（中国）などから多くの労働者が徴用され、日本国内の炭坑に送られた。強制連行による徴用者も含まれるとされるこれらの労働者は、日本人よりも更に厳しい労働・生活環境に置かれた。

### 戦後直後の労働運動
1945年に日本が第二次世界大戦で敗北すると、全国の炭鉱の様相は労働者と経営者との優劣関係が逆転した。炭鉱労働者たちは戦中の抑圧的な労働から解放され、生活環境や労働待遇改善を目指して強力な闘争を開始し、生活防衛や職場環境の改善を目指した要求を次々と提起した。また、後に「第三国人」として呼称されるようになる朝鮮人、および戦勝国となった中華民国の国籍を持つ中国人の炭鉱労働者は各炭鉱において民族団体を組織し、労使交渉を行った。両国人の多くはまもなく連合国軍最高司令官総司令部(GHQ)によってそれぞれの故郷へ帰還したが、各炭鉱における労働者の組織化のさきがけとなった。
各地の炭鉱で自発的に起こった労働運動は、やがてによるGHQによる日本の民主化政策の下、日本社会党や日本共産党など革新政党の支援を受けて労働組合として組織化され、多くの組合員を獲得した。1947年には社会党首班の片山哲内閣が成立し、時限的に炭鉱国家管理を定めた臨時石炭鉱業管理法が成立したが、片山内閣はこの強力な実施を求める炭鉱の各労働組合およびその支持を受ける党内左派と、法案の内容は社会主義色が強過ぎるとして頑強に抵抗する連立与党の民主党との狭間に立たされ、政権運営に苦慮した。
炭鉱での労働組合としては、1947年1月に炭鉱労働組合全国協議会（炭協）が結成されていたが、上部組織の全日本産業別労働組合会議（産別会議）を主導する日本共産党を嫌って「民主化運動」を唱えた右派系（日本社会党系）の組合が離脱し、同年末には速くも民主化同盟（民同）系の炭鉱労働組合協議会（炭労＝当時）と産同系の全日本石炭労働組合（全石炭）が並立した。しかし賃上げ闘争などで各団体は共通の利害を持っていたため、1949年に全石炭はもう一つの分裂団体である炭鉱協とともに炭労への合流を決定した。

### 結成と闘争
1950年、すなわち吉田茂内閣により炭鉱国家管理が終了した年、炭鉱労働組合協議会が改組され、統一された産業別中央労働組合として日本炭鉱労働組合（炭労）が成立した。当時の組合員数は約29万人とされ、国鉄労働組合（国労）などと並んで日本労働組合総評議会（総評）の中核組合となった。炭労はレッドパージなどで日本共産党との関係を絶ったものの、占領軍の思惑からは外れ、その過酷な労働条件の改善の必要性や日本のエネルギー産業を支えるという自負から強力な闘争方針を立て続け、岡田利春などの社会党左派を支えた。1952年には、日本電気産業労働組合（電産）と共に賃上げ要求のストライキを実施し、63日間の長期闘争の結果、中央労働委員会（中労委）のあっせん案を受諾した。だがこれにはかねてから一山一家の意識が濃く労使協調を取る右派系の労働組合からの批判があり、当時の総評議長であった武藤武雄らの常磐地方炭鉱労働組合連合会を中心に炭労・総評から離脱し全国石炭鉱業労働組合（全炭鉱）を結成して、炭鉱労組は総評系の炭労と全労会議→同盟系の全炭鉱の並立が長く続くことになる。
1953年には福岡県大牟田市の三井三池炭鉱で三井三池争議の第1次争議が発生し、113日間のストライキにより三池炭鉱労働組合（三池労組）が会社が示した指名解雇を撤回させる成果を挙げた。最盛期は組合員2万5千人ともされた同労組によるこの強力な闘争は組合員の妻などが参加する「炭婦協」によっても支えられ、「地域ぐるみ闘争」の基盤を築いていた。また九州大学教授のマルクス経済学者・思想家で、社会主義協会の中心人物でもある向坂逸郎が三井三池争議に深く関わり、炭労内部では社会主義協会系の活動家が多く生まれた。その一方、後の自由民主党単独長期政権につながる歴代の保守政権は1955年に石炭鉱業合理化臨時措置法を皮切りに「石炭六法」を次々と制定し、その後の産業構造変換への道筋を付けていた。
なお、1957年には夕張市内で炭労と創価学会との対立が明示された。創価学会側の見解では、”前年の1956年の第4回参議院議員通常選挙において炭労組合員の一部が創価学会推薦の無所属候補を支援したことに対し、学会員の炭労組合員に対して脱会要求や子どもを含む日常生活での締め出しなどが発生したため、信仰を共にする仲間や「信教の自由」自体への危機と考えた創価学会が市内でのデモ行進や池田大作渉外部長の現地派遣などで炭労による不当な弾圧を斥けた”、とされている。この「夕張炭労事件」は後に同学会の第3代会長として絶大な権威を持つ池田の重要な事績として、同学会の重要な教学書でもある長編小説『人間革命』の第11巻で大きく扱われているが、その直後に選挙違反事件の「大阪事件」で池田が逮捕され、創価学会の精力はこの裁判闘争に注がれた。結果として、創価学会は炭労に代わる業種別信徒組織の結成は行わず、各炭鉱の労働運動における炭労の優位性は続いた。

### 三池での総決戦
1959年から1960年にかけては三井三池争議の第2次争議が発生した。これはエネルギー革命の本格化により日本の基幹エネルギーが国内産の比重が大きい石炭から輸入が大半を占める石油へ移行する中、炭鉱存続には経営合理化が必要とした経営企業の三井鉱山が1959年8月に4580人の人員削減案を提示し、次いで12月に1278人の指名解雇を強行したことに対し、指名解雇は不当であり合理化は安全性の低下に直結するとした炭労が解雇撤回を求めて全面ストライキに突入した争議である。これは同時期の安保闘争と連動しており、三井三池争議は会社側を支援する財界団体と組織の総力を挙げて支援した総評による「総資本対総労働の対決」と呼ばれたが、300日を超える長期闘争は、経営側と妥協した一部組合員の（全炭鉱系の）第二組合、「三池炭鉱新労働組合」の結成を皮切りに事態は炭労に不利となり、三池労組員の殺害まで起きる激しい対決と実力行使が続いた。1960年7月、これ以上の騒乱を回避するために三池労組は三井鉱山とともに中労委へのあっせんを委託した。同月の日米新安全保障条約の自然承認を機に総理大臣が岸信介から池田勇人に変わって安保闘争も落ち着き始める中、8月10日に示された「会社は指名解雇を撤回し、該当者は一定期間後に自発的に退職する」とする中労委のあっせん案で指名解雇が事実上認められたことで炭労は敗北し、11月11日に全面ストライキは解除された。その結果、炭労はストライキ中の組合員への生活支援や指名解雇者への支援などで莫大な負担を強いられ、総評内部での発言力は大きく低下した。2度の三池争議を指揮し、1956年からは炭労の委員長を務めていた原茂委員長は組織の路線転換を図り、人員削減や閉山提案に対して柔軟に対応する道をひらいたのち、1962年に退任した。
1963年11月9日、三井三池三川炭鉱炭じん爆発事故が発生し、戦後最悪となる458人の犠牲者を出した。救出された労働者も多くが一酸化炭素(CO)中毒となり、認定患者となった839人の中には回復不能の脳機能障害など、労働災害により日常生活に重大な支障を残す者も現れた。これは経営側主導の合理化が炭鉱の安全性を損ねるという炭労の主張が現実化した事故でもあったが、自らもこの事故で多くの組合員を失った炭労は勢力を回復できず、衰退への道を早めた。

### 組織縮小と条件闘争
石炭から石油へのエネルギー革命の動きに対し、炭労も手をこまねいていたわけではなく、1961年から始まった石炭政策転換闘争など石炭産業と炭鉱労働者の生活維持を求める動きを強めた。三井三池事故の発生した1963年、池田勇人内閣は「第1次石炭政策」を提示した。これは採算性の見込める少数の大規模炭坑のみに資金を集中させ、その他多数の炭鉱については閉山計画を促進するという、スクラップ・アンド・ビルドを基本としていた。すでに石炭産業の斜陽化は誰の目にも明らかで、炭労も以前なら可能だった反閉山闘争を行う能力を喪失しており、閉山通告を受けた炭労傘下の各組合は再就職や転居などでの配慮を求める条件闘争に移行せざるを得なかった。
また、政府による「石炭六法」の中、第2次三池争議の直前となる1959年12月に制定されていた「炭鉱離職者臨時措置法」は第1次石炭政策で”広域職業紹介、職業訓練、援護業務を含む、「総合的な炭鉱離職者対策」への拡充”が行われ、炭労は会社や地方自治体と協力して離職者の再雇用をあっせんする働きをした。特に北海道においては北海道炭鉱労働組合（道炭労）によって1968年に「北海道炭鉱離職者雇用援護協会」が設立され、道炭労が主体として道内への再就職が進められた。
このように全国の炭鉱が急速に閉山し、離職者が相次ぐ中、非常に希な条件に恵まれ、経営会社の常磐炭礦が旧産炭地域で開始した新事業の常磐ハワイアンセンターに多くの炭鉱労働者が再就職した常磐炭鉱ですら、ハワイアンセンターの労組は炭労・全炭鉱のいずれにも加盟しなかった。そのため加盟組合員数は急減し、これは1973年の第1次オイルショックでも変わらなかった。ただし、このオイルショックにより国内産の石炭にはエネルギー源の多様化と安全保障上の重要性という意義が付与され、目標出炭量は年間2000万トンでひとまず安定した。なお、1973年には三井鉱山が石炭部門を「三井石炭鉱業」として分離し、三菱鉱業はセメント部門を統合した「三菱鉱業セメント」として、経営体制の立て直しを図っていた。
1981年の北炭夕張新炭鉱ガス突出事故は各炭鉱に大きなダメージを与えた。最新式の保安装置を備えていたはずのビルド鉱である夕張炭鉱で、政府の意向を受けた北海道炭礦汽船（北炭）による無理な産炭が強行され、組織が弱体化した炭労の抵抗を押し切る形で過度の合理化が進められていたことが明るみに出たのである。坑内火災鎮火を理由に、安否不明者の救出を待たずに坑内注水を実行した策も衝撃的であった。この事故では93人の死者を出し、さらに1984年の三井三池炭鉱有明抗坑内火災事故（死者83人）や1985年の三菱南大夕張炭鉱ガス爆発事故（死者62人）も続き、日本での石炭事業はもはや成り立たないという認識が広く定着した。炭労は会社更生法を適用して倒産した北炭に代わる新会社での夕張新鉱の操業再開を求めていたが、ついに叶わず閉山提案に同意した。これは炭労の消滅がもう避けられないことも意味していた。1975年から年間2000万トンが維持されていた国内炭の生産目標は中曽根康弘内閣による1987年の「第8次石炭政策」で年間1000万トンへと半減され、「段階的縮小はやむなし」とした上で集中閉山を避ける新方針が示された。1980年代以降はビルド鉱の炭鉱も続々と閉山し、労働組合も解散していった。1989年には総評が日本労働組合総連合会（連合）に合流し、炭労もその加盟組合（構成組織）となったが、もはや歴史の流れを押しとどめることはできず、炭労の組合員は離職や転職によって炭鉱業から去っていった。
宮澤喜一内閣の1992年には2001年を期限とした10年間の「ポスト第8次石炭政策」が定められ、国内石炭鉱業産業の構造調整の最終段階として国内炭は生産目標を明示せず「段階的縮小」に向かうことが定められた。この間、1993年には社会党が大きく勢力を減らしながらも与党として政権に復帰し、1994年から1996年までは片山哲以来2人目となる同党からの内閣総理大臣として村山富市が政権を担ったが、最終的な閉山を前提とした政府の石炭政策は変更されなかった。
この状況において、炭労内各労組の重要な役割は従来の路線を継続して「閉山阻止闘争」ではなく「より好条件での再就職支援要求」へとなっており、これは1997年の三井三池炭鉱閉山でも貫かれた。なお、この閉山を機に三池新労組は解散したが、三池労組は存続し、再就職支援に加えて1963年炭じん爆発事故におけるCO中毒患者への支援継続、同事故や三池争議などの資料保全などを求める活動を続けた。

### 消滅
2002年1月30日、政府が最後の国内炭保護政策として定めていた、電力会社による優先購入措置が期限切れを迎えるのを前に、日本国内最後の炭鉱となった北海道釧路市の太平洋炭礦が商業採炭を終えた。太平洋炭礦は石炭技術の海外向け教育などを担う釧路コールマインとして再生することになったが、再雇用されたのは旧太平洋炭礦社員の半分に満たず、しかも新会社の組合は炭労に加盟しないことになった。太平洋炭礦労働組合は前年12月に会社側から出された閉山提案に対して当初からその受け入れを前提とした条件闘争を行い、1月14日の臨時大会で正式に受諾を決めていた。
その後、2004年10月31日に太平洋炭礦労働組合は解散を決め、遂に炭労は最後の加盟組合を失った。同年11月19日、炭労は札幌市内で第142回拡大臨時（解散）大会を行い、炭鉱事故犠牲者を含む組合員への黙祷に続いて太平洋炭礦労組の委員長も兼任していた炭労委員長の千葉隆による挨拶が行われ、その後の「返魂式」で組合旗などを燃やして、54年間の歴史に幕を下ろした。
2005年4月10日、既に炭労から離脱していた三池労組は最後の所属組合員14名により所在地の大牟田市内で解散大会を行った。炭労の場合と同様に「返魂式」で組合旗を燃やし、日本国内における炭鉱系労働組合はすべて解散した。なお、それぞれの炭鉱経営企業のうち、三井鉱山は最終的に「日本コークス工業」として三井グループから離脱、三菱鉱業セメントは「三菱マテリアル」として三菱グループ内で事業継続、北炭は会社更生法を経て社名を変えずに再建存続など、炭労とは異なり異業種への転換などにより存続している例が多い。
三池炭鉱閉山の2年前、1995年に開業した大牟田市石炭産業科学館には三池労組からも提供された資料が多数保管され、同館ではかつての同労組員も解説などに関わっている。2015年には三池炭鉱が「明治日本の産業革命遺産 製鉄・製鋼、造船、石炭産業」の構成要素の一つとして世界遺産に登録され、同館の所蔵資料は三池炭鉱の歴史を伝承する役割を担っている。

## その他
- 東京の炭労本部は結成当時は千代田区三崎町（現在の同区神田三崎町）[17]にあり、1957年には新宿区市谷河田町（現在の同区河田町）に建造された炭労ビルに移った。河田町の本部は東京女子医科大学に近接し、その跡地は区分けされてマンションなどが建っている。
- 炭労もその加盟組合も既に消滅しているが、2024年9月現在で「住友炭砿労働組合連合会」「全国三井炭鉱労働組合連合会」「全国三菱炭礦労働組合連合会」「明治鉱業炭鉱労働組合全国連合会」の炭労系4組織が旧炭労会館があった市谷河田町9番地で法人登記されていることが国税庁の法人番号検索から確認できる。いずれも「市谷河田町」ないし「市ケ谷河田町」で住所登録がなされ、同地が住居表示により町名が変わった1986年以前の登記であることが分かる。
- 炭労会館の正面入口には、当時は30代前半の若手彫刻家だった多田美波が制作した横幅6mのレリーフ『炭鉱』が置かれた。鉱内のコンベアーや機械の歯車をモチーフにして炭鉱内部の坑道の様子を抽象化した同作品は鉱員（現場労働者）からの共感を集め、作品選考の際には彼らから投票が投じられたとされ、その後に大きな活躍を見せた多田にとって大きな励みになったという彼女の回想が紹介されている[18]。炭労会館の閉鎖後、同作品は夕張市へ譲渡され、夕張市石炭博物館の正面受付カウンターに置かれている。